# Ericka Bareigts
Pour les articles homonymes, voir Couderc.
Ericka Bareigts (/e.ʁi.ka ba.ʁɛtʃ/), née Paule Ericka Couderc le 16 avril 1967 à Saint-Denis (La Réunion), est une femme politique française, membre du Parti socialiste (PS).
Première femme réunionnaise à diriger une intercommunalité en devenant présidente de la communauté intercommunale du Nord de La Réunion en 2008, par son mandat d'adjointe au maire de Saint-Denis, elle conduit la liste du PS aux élections européennes de 2009 en Outre-Mer puis est élue députée lors des élections législatives de 2012.
Entre 2016 et 2017, elle est secrétaire d'État chargée de l'Égalité réelle puis ministre des Outre-mer dans les gouvernements Valls et Cazeneuve, sous la présidence de François Hollande. Elle retrouve ensuite son siège de députée.
Elle remporte les élections municipales de 2020 à Saint-Denis pour l'union de la gauche, devenant la première femme élue à la tête de la ville, puis tente sans succès de prendre la région lors du scrutin régional de 2021 à La Réunion. L'année suivante, elle devient vice-présidente du conseil régional de La Réunion.

## Situation personnelle

### Origines et famille
Ericka Bareigts est l'arrière-petite-fille d'un Corse et d'une Malgache. Son père est instituteur et sa mère est issue d’une famille d'agriculteurs pauvres. Née à Saint-Denis, elle grandit dans l'enclave malgache de Sakay.
Avec son mari, directeur d’une maison de retraite, elle est mère de deux filles.

### Formation
Étudiante à l'université de La Réunion au milieu des années 1980, Ericka Bareigts obtient d'abord un DEUG de droit, puis poursuit ses études à l'université Panthéon-Sorbonne. Elle obtient ensuite une maîtrise en droit des affaires. Elle part alors huit mois à Londres pour perfectionner son anglais. Elle revient ensuite à La Réunion où elle obtient, en 1992, un DESS de droit des affaires.

### Carrière professionnelle
Admise à l'examen professionnel d'attaché territorial principal, Ericka Bareigts débute en 1992 comme responsable du service juridique du conseil régional de La Réunion. En 1998, elle devient responsable du service social départemental pour les politiques publiques en faveur des personnes âgées, des handicapés et de la santé publique.

## Parcours politique

### Débuts
En 1986, Ericka Bareigts adhère au Parti socialiste et intègre l'équipe des élections législatives. Elle se mobilise, notamment dans les milieux étudiants, en participant à la création de la première antenne de la Mutuelle nationale des étudiants de France (MNEF) à l'université. Elle manifeste contre le projet de loi Devaquet, sur la réforme des universités françaises. Le projet du ministre prévoyait notamment de sélectionner les étudiants à l'entrée des universités et de mettre celles-ci en concurrence. Le projet de loi est finalement retiré le 8 décembre 1986.
Elle devient secrétaire de section et accède alors à la responsabilité d’élue au conseil fédéral et est nommée par la suite au conseil national du PS. Ericka Bareigts est également élue au sein de la Fédération réunionnaise du Parti socialiste (FRPS) en tant que membre du bureau politique et du conseil fédéral.
Lors des élections municipales de 2008 à Saint-Denis, elle figure sur la liste de Gilbert Annette, mari de sa mère Harrie Couderc,. La liste remporte l'élection au second tour, le 16 mars 2008, avec 53,8 % des suffrages exprimés, contre la liste UMP de René-Paul Victoria. Ericka Bareigts est alors nommée deuxième adjointe au maire chargée du développement humain.
La même année, elle est élue présidente de la communauté intercommunale du Nord de La Réunion (CINOR), qui regroupe les communes de Saint-Denis, Sainte-Marie et Sainte-Suzanne, devenant la première femme à diriger une intercommunalité à La Réunion. Jean-Louis Lagourgue lui succède en 2010.
Elle est choisie comme tête de liste du PS pour les élections européennes de 2009 dans la circonscription Outre-Mer ; Le Figaro qualifie ce choix de « pari osé », Ericka Bareigts étant alors relativement peu connue du public. Sa liste, « Changer l'Europe maintenant avec les socialistes », obtient 20,3 % des suffrages derrière la liste de la majorité présidentielle de Marie-Luce Penchard (29,7 %) et la liste de l'Alliance des Outre-mers (en) d'Élie Hoarau (21 %).
Elle remporte un siège de conseillère régionale lors des élections régionales de 2010 à La Réunion, la liste sur laquelle elle figure obtenant 18 % des suffrages exprimés.

### Députée de La Réunion
En 2012, elle se présente aux élections législatives dans la première circonscription de La Réunion. Au second tour, Ericka Bareigts est élue députée avec 55,2 % des suffrages exprimés, soit 19 611 voix contre 15 937 pour la candidate du Centre pour la France, Nassimah Dindar, présidente du conseil général.
Elle siège à la commission des Affaires économiques de l'Assemblée nationale. Elle est également membre de droit de la délégation aux Outre-mer, membre titulaire de la Commission nationale d'évaluation des politiques de l'État outre-mer (CNEPEOM). Elle est en outre vice-présidente du groupe d'étude « Économie sociale et solidaire » et vice-présidente du groupe d'amitié avec Madagascar et les Seychelles.
En septembre 2012, elle est rapporteure sur le projet de loi de régulation économique Outre-mer et portant diverses dispositions relatives aux Outre-mer. En juin 2013, elle propose une loi constitutionnelle avec pour ambition d'étendre aux collectivités de l'île de La Réunion des possibilités de délégation du pouvoir normatif national prévues à l'article 73 alinéa 3 et 4 de la Constitution.
En février 2014, elle présente la résolution relative aux enfants réunionnais placés en métropole dans les années 1960-1970, qui est votée à l’Assemblée nationale. En septembre 2013, elle rend un rapport sur l’adaptation du droit de l’énergie aux Outre-mer, et est également rapporteure sur le titre VII relatif à la simplification des normes, ainsi que sur le chapitre Outre-mer du titre VIII relatif à la gouvernance pour le projet de loi de Ségolène Royal relatif à la transition énergétique pour la croissance verte.
En 2014, elle est nommée secrétaire nationale du Parti socialiste aux Outre-mer.
Début 2015, Ericka Bareigts dépose un amendement à la loi Macron (amendement 82 bis) afin que les départements d'Outre-mer aient la possibilité de remplacer des jours fériés nationaux (pris sur les jours fériés catholiques) par des jours fériés spécifiques à chaque communauté (Musulmans, Hindous principalement). Adopté à l'Assemblée nationale, cet amendement suscite une vive opposition tant au niveau national que localement à La Réunion et est rejeté largement par le Sénat.
En septembre 2015, elle est ovationnée dans l'hémicycle pour sa réponse aux propos de Nadine Morano qui avait qualifié la France de « pays de race blanche ». Elle déclare ainsi : « Pour moi, députée noire de la République, la France décrite par Mme Morano n'est pas la mienne ». Manuel Valls lui répond ensuite : « Oui madame, Marianne n'a pas de race, pas de couleur et aujourd'hui, Marianne, vous l'avez incarnée ».

### Ministre sous François Hollande
Le 11 février 2016, Ericka Bareigts est nommée secrétaire d'État auprès du Premier ministre, chargée de l'Égalité réelle. Elle prépare alors conjointement avec la ministre des Outre-mer George Pau-Langevin le projet de loi sur l'égalité réelle en Outre-mer, lequel indique (avec son article Ier) que « l’outre-mer constitue une priorité de la nation » et prévoyant une méthodologie pour réduire progressivement les écarts de niveaux et la qualité de vie. Ce projet de loi est jugé décevant,.
Le 30 août 2016, elle est nommée ministre des Outre-mer en remplacement de George Pau-Langevin, démissionnaire pour motifs personnels. Quatrième ministre depuis 1958 à venir d'un département d'Outre-mer et première Réunionnaise à accéder au poste de ministre, elle souffre néanmoins d'un manque de notoriété. Elle déclare alors vouloir mettre en œuvre l'égalité réelle de ces territoires avec la métropole et favoriser une « croissance territorialisée ». Elle se rend pour son premier déplacement à Mayotte, département le plus pauvre de France. Elle s'y rend à nouveau alors que le département connaît une sécheresse sans précédent depuis les relevés météorologiques de 1941.
Le 4 novembre 2016, Ericka Bareigts signe une convention avec la commission nationale française de l'UNESCO pour protéger le patrimoine des Outre-mer, valoriser leur potentiel dans le domaine de la culture, des arts et des sciences et accroître la coopération régionale des Outre-mer dans ces domaines.
En 2016, elle est l'un des auteurs du projet de loi Égalité Citoyenneté portant notamment sur la mixité sociale ou les discriminations sociales, loi qui, pour le philosophe Dominique Lecourt « représente jusqu'à la caricature une conception de l'idée de démocratie », une « frénésie normative » ayant pour résultat « une pratique autoritaire du pouvoir politique ».
Elle soutient Manuel Valls pour la primaire citoyenne de 2017 et fait partie de son organigramme de campagne. Après la victoire de Benoît Hamon, elle est nommée coordinatrice des élus des outremers de sa campagne présidentielle,.
Le 14 février 2017, est votée à l'unanimité la loi de programmation en faveur de l'égalité réelle Outre-mer au Sénat comme cela avait le cas à l'Assemblée nationale cinq jours plus tôt. Outre la possibilité pour les départements et collectivités d'Outre-mer d'organiser leur développement économique et social autour de plans de convergence, la loi prévoit la convergence de prestations sociales aux mêmes niveaux et critères que l'Hexagone. Le même jour, Ericka Bareigts organise au ministère des Outre-mer les premiers états généraux LGBT Outre-mer, en lien avec la fédération Total Respect.
À compter du 20 mars 2017, lors de la crise en Guyane, elle se fait remarquer par la lenteur de son action et par l'absence de communication. Arrivée en Guyane avec le ministre de l'Intérieur Mathias Fekl, le 30 mars, ses excuses au « peuple guyanais » permettent aux négociations de reprendre,. Les discussions échouent cependant par la suite avec la proposition d'un financement exceptionnel d'un montant d'un milliard d'euros ; le 3 avril 2017, la situation reste bloquée. Un plan d'urgence de 1,085 milliard d'euros ainsi que des accords par filières sont finalement actés. Le plan prévoit notamment la cession par l'État de 250 000 hectares de terrains à la collectivité territoriale de Guyane et aux communes, le doublement du pont du Larivot, le stationnement d'un escadron de gendarmes mobiles de manière permanente, la création d'une cité judiciaire à Cayenne ainsi qu'un établissement pénitentiaire à Saint-Laurent-du-Maroni. Les accords thématiques, négociés pendant la nuit du 1er avril 2017 à la préfecture de Cayenne avec le collectif Pou la Guyann Dékolé, complètent le plan d'urgence. Parmi les mesures, la rétrocession aux populations amérindiennes et bushinengue de 400 000 hectares de terres, la création d'un office foncier des populations amérindiennes pour gérer ces terres et la participation de leurs représentants à la Commission départementale des mines. La presse évoque la « première victoire du plus grand mouvement social de l'histoire de Guyane ».
L'accord de Guyane est finalement signé le 21 avril 2017, ce qui met fin au conflit et conduit à la levée des barrages. Cet accord, publié le 2 mai au Journal officiel, est salué par le Premier ministre Bernard Cazeneuve et par Ericka Bareigts elle-même, qui parle d'une « journée déterminante pour l'avenir de la Guyane ». Elle est cependant critiquée pour avoir évoqué le « peuple guyanais », alors que la Constitution dispose que « la France est une République indivisible ». Lors de la passation de pouvoirs avec Annick Girardin, Ericka Bareigts évoque ses excuses en ces termes : « Le plus important, je crois, fut la nouvelle considération de l’État à l’égard de la Guyane ».

### Retour à la députation

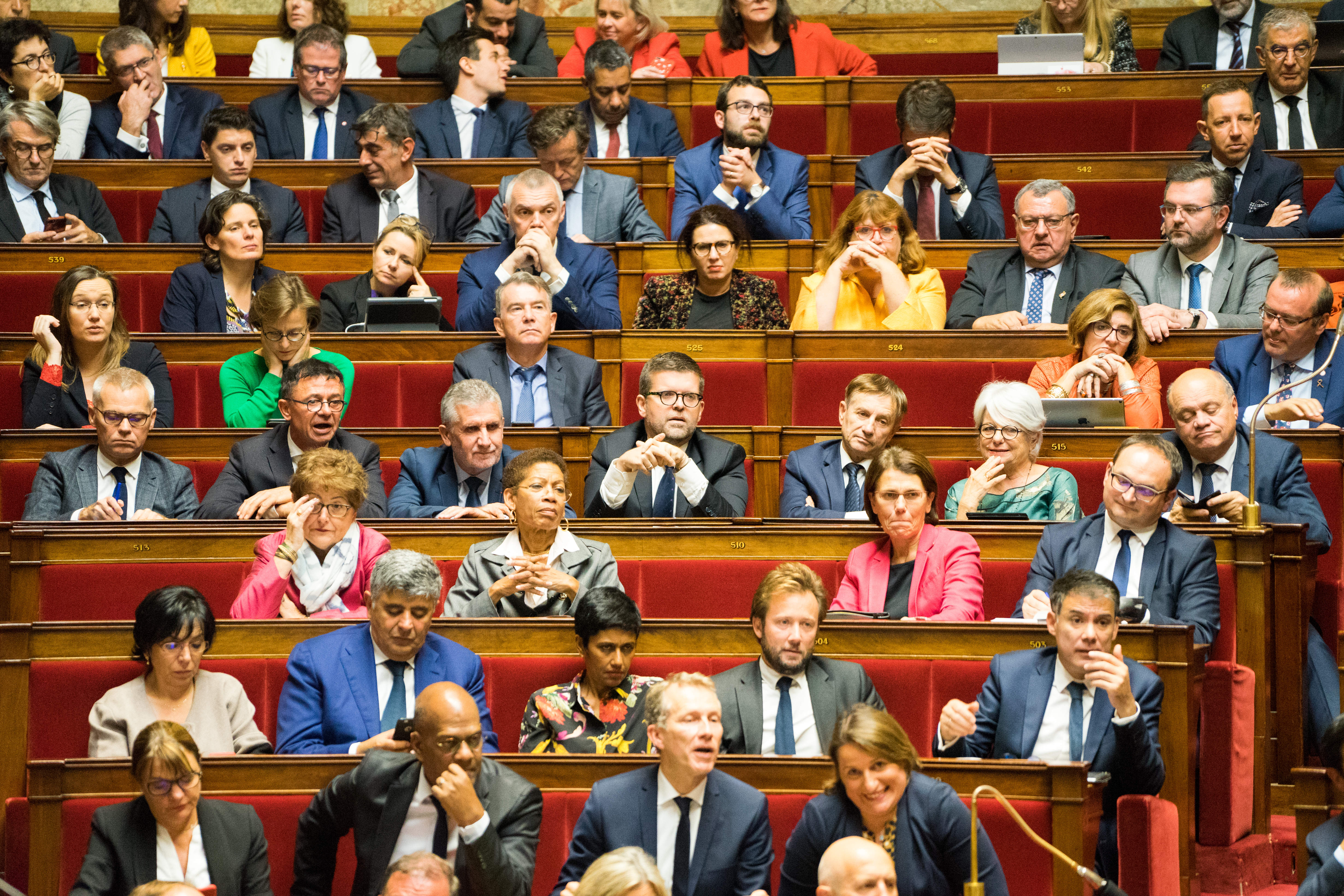
Ericka Bareigts en séance dans l'hémicycle de l'Assemblée nationale en 2018 (au centre du 2e rang).

Ericka Bareigts est réélue le 18 juin 2017 comme députée de la première circonscription de La Réunion, avec près de 66 % des voix, face à un candidat LR. Jugée « Macron-compatible », elle n'avait pas de candidat de La République en marche face à elle. Le 18 juillet, candidate à la présidence de la délégation aux outre-mer de l'Assemblée nationale, elle est battue par le député de la Guadeloupe Olivier Serva. Elle est nommée porte-parole du groupe Nouvelle Gauche avec Boris Vallaud. Membre de la commission des Affaires sociales, elle s'occupe plus particulièrement des sujets liés aux politiques de solidarité, de la famille et du handicap, dénonçant ainsi la hausse de la contribution sociale généralisée (CSG) pour les aidants familiaux et les pensionnés d'invalidité.
Le 8 juillet 2017, elle intègre la direction collégiale du PS. Le 12 septembre 2018, à la suite de la nomination de François de Rugy au gouvernement, elle est candidate à la présidence de l'Assemblée nationale au titre du groupe socialiste et recueille 31 voix.
Le 1er juin 2018, elle parvient à faire reculer en séance publique le gouvernement qui voulait faire déroger les Outre-mer et la Corse à l'application de la loi littoral de 1986, en permettant la construction d'équipements collectifs publics ou privés à proximité de l'océan ou des plages. Le secrétaire d’État Julien Denormandie donne finalement son appui à l’amendement de suppression d’Ericka Bareigts, reconnaissant que la dérogation « n’avait pas été suffisamment circonscrite ».

### Maire de Saint-Denis
Elle est tête de liste de l'union de la gauche aux élections municipales de 2020 à Saint-Denis de La Réunion. Sa liste arrive en tête du premier tour avec 42,7 % des voix, devant la liste divers droite conduite par le président du conseil régional Didier Robert (24,9 %) et la liste divers centre de la sénatrice Nassimah Dindar (13 %),. Elle fusionne sa liste avec celle de cette dernière en vue du second tour,, qu'elle remporte avec 58,9 % des suffrages exprimés face à Didier Robert. Élue maire de Saint-Denis par le conseil municipal le 4 juillet 2020, elle est la première femme à occuper cette fonction dans le chef-lieu de La Réunion,,.
En raison de la progression de la pandémie de Covid-19 à La Réunion, elle prend un arrêté municipal en août 2020 pour instaurer de nouvelles mesures restrictives, notamment le port du masque obligatoire et l'interdiction des regroupements de plus de dix personnes dans les parcs publics,.
Ericka Bareigts annonce la création de 8 à 10 km d’aménagements cyclables pour relier la piste du front de mer et celle du boulevard Sud, et souhaite à terme doubler le nombre de pistes cyclables à Saint-Denis ; elle promet également des vélos électriques en libre-service en location dans la ville dès le mois de février 2021.
En 2021, Ericka Bareigts rejoint la plateforme créée par Anne Hidalgo en vue de l'élection présidentielle de 2022, « Idées en commun », au sein de laquelle elle est chargée de l'éducation. Peu après, elle annonce sa candidature aux élections régionales de 2021 à La Réunion, alors qu'elle avait déclaré qu'elle ne serait pas candidate à ce scrutin si elle était élue maire de Saint-Denis. À l'issue du premier tour, sa liste arrive en troisième position avec 18,5 % des voix, derrière celles de Didier Robert (31,1 %) et d'Huguette Bello (20,7 %). À Saint-Denis, Ericka Bareigts est devancée d'une courte tête par Didier Robert ; néanmoins, Imaz Press Réunion indique que « ce résultat ne montre pas forcément un affaiblissement de l'édile du chef-lieu, les Dionysiens ayant peut-être préféré qu'elle demeure maire de leur commune plutôt que de la propulser à la Pyramide inversée ». Elle fusionne sa liste avec celle d'Huguette Bello pour le second tour,. Figurant en troisième position sur la liste d'union, elle est élue conseillère régionale. En octobre 2022, elle devient vice-présidente du conseil régional de La Réunion.
Le 26 avril 2023, Ericka Bareigts annonce, avec le préfet Jérôme Filippini et le général Laurent Cluzel, commandant supérieur des forces armées dans la zone sud de l'océan Indien (FAZSOI), que la statue monumentale de Mahé de Labourdonnais, qui trône depuis 1856 sur la place du Gouvernement, à Saint-Denis, va être déboulonnée et installée à la caserne Lambert, aux côtés d'autres monuments du patrimoine militaire réunionnais. Ce monument est très critiqué en raison de l'hommage qu'il rend à un grand colonisateur esclavagiste. Selon Ericka Bareigts, l'objectif est de « redonner à cette place sa vérité historique », jugeant que lors de l'abolition de l'esclavage en 1848, la statue n'était pas encore installée à cet endroit, là-même où la liberté fut fêtée. Ce projet, qui répond aux doléances de plusieurs associations, rencontre une vive opposition,.

## Détail des mandats et fonctions

### Au gouvernement
- 11 février – 30 août 2016 : secrétaire d’État auprès du Premier ministre, chargée de l’Égalité réelle.
- 30 août 2016 – 10 mai 2017 : ministre des Outre-mer.

### À l’Assemblée nationale
- 20 juin 2012 – 12 mars 2016 : députée, élue dans la première circonscription de La Réunion.
- 18 juin 2017 – 13 juillet 2020 : députée, élue dans la première circonscription de La Réunion.

### Au niveau local
- 21 mars 2008 – 17 juin 2012 : deuxième adjointe au maire de Saint-Denis, chargée du développement humain.
- 16 avril 2008 – 12 juillet 2010 : présidente de la communauté intercommunale du Nord de La Réunion.
- 22 mars 2010 – 19 juillet 2012 : conseillère régionale de La Réunion.
- 4 avril 2014 – 28 juin 2020 : conseillère municipale de Saint-Denis, déléguée à l'insertion et à la démocratie participative.
- Depuis le 4 juillet 2020 : maire de Saint-Denis.
- Depuis le 2 juillet 2021 : conseillère régionale de La Réunion.
- Depuis le 28 octobre 2022 : vice-présidente du conseil régional de La Réunion.

## Synthèse des résultats électoraux

### Élections législatives
| Année | Parti  | Parti | Circonscription   | 1er tour | 1er tour | 1er tour | 2d tour | 2d tour | 2d tour | Issue |
| Année | Parti  | Parti | Circonscription   | Voix     | %        | Rang     | Voix    | %       | Rang    | Issue |
| ----- | ------ | ----- | ----------------- | -------- | -------- | -------- | ------- | ------- | ------- | ----- |
| 2012  |        | PS    | 1re de La Réunion | 13 046   | 39,9     | 1re      | 19 610  | 55,2    | 1re     | Élue  |
| 2017  | 12 849 | PS    | 1re de La Réunion | 47,2     | 1re      | 18 950   | 65,9    | 1re     | Élue    |       |

### Élections européennes
| Année | Parti | Parti | Circonscription | Voix   | %    | Rang | Sièges obtenus |
| ----- | ----- | ----- | --------------- | ------ | ---- | ---- | -------------- |
| 2009  |       | PS    | Outre-Mer       | 70 514 | 20,3 | 3e   | 1 / 3          |

### Élections régionales
Les résultats ci-dessous concernent uniquement les élections où elle est tête de liste.
| Année | Parti | Parti | Région     | 1er tour | 1er tour | 1er tour | 2d tour | 2d tour | 2d tour | Sièges obtenus |
| Année | Parti | Parti | Région     | Voix     | %        | Rang     | Voix    | %       | Rang    | Sièges obtenus |
| ----- | ----- | ----- | ---------- | -------- | -------- | -------- | ------- | ------- | ------- | -------------- |
| 2021  |       | UG    | La Réunion | 42 682   | 18,5     | 3e       | Fusion  | Fusion  | Fusion  | 11 / 45        |

### Élections municipales
Les résultats ci-dessous concernent uniquement les élections où elle est tête de liste.
| Année | Parti | Parti | Commune     | 1er tour | 1er tour | 1er tour | 2d tour | 2d tour | 2d tour | Sièges obtenus |
| Année | Parti | Parti | Commune     | Voix     | %        | Rang     | Voix    | %       | Rang    | Sièges obtenus |
| ----- | ----- | ----- | ----------- | -------- | -------- | -------- | ------- | ------- | ------- | -------------- |
| 2020  |       | UG    | Saint-Denis | 17 285   | 42,7     | 1re      | 26 309  | 58,9    | 1re     | 44 / 55        |

## Distinctions
Par décret du 13 juillet 2021, Ericka Bareigts est nommée au grade de chevalier de l'ordre national de la Légion d'honneur au titre de « ancienne ministre, maire de Saint-Denis de La Réunion ; 29 ans de services »,.
En tant qu'ancienne ministre des Outre-mer, elle est titulaire de l'échelon or de la médaille d'honneur de l'engagement ultramarin créée en 2022.